# Edipresse
Edipresse — международная медиагруппа со штаб-квартирой в швейцарском городе Лозанне, крупнейшая в Западной Швейцарии. Издаёт свыше 160 изданий, включая газеты и журналы в странах Европе и Азии, в том числе России и Китае.
Медиагруппе принадлежат ведущие газеты франкоязычной Швейцарии —  Le Matin, 24 heures и Tribune de Genève. С 2007 года выпускает интернет-издание на русском языке о жизни в Швейцарии «Наша Газета». 
В 2012 году в связи со слиянием с медиагруппой Tamedia планируется переименование компании в Tamedia Publications romandes.